# Georg Zachariades
Georg Zachariades (* 29. Februar 1868; † nach 1943) war ein österreichischer Unternehmer griechischer Abstammung und Gründer der Wiener Automobil-Fabrik, Eiskunstläufer und Radrennfahrer. Er wirkte auch am Werk Spuren auf dem Eise von Demeter Diamantidi mit. 

## Eiskunstlauf
Zachariades wurde 1892 und 1893 deutscher Meister im Eiskunstlauf der Herren und 1894 Vizemeister hinter Gustav Hügel. Er nahm an drei Europameisterschaften teil und errang 1892 hinter Eduard Engelmann und Tibor von Földváry und 1893 hinter Eduard Engelmann und Henning Grenander jeweils die Bronzemedaille. 1894 wurde er Vierter.

### Ergebnisse
| Wettbewerb / Jahr        | 1892 | 1893 | 1894 |
| ------------------------ | ---- | ---- | ---- |
| Europameisterschaften    | 3.   | 3.   | 4.   |
| Deutsche Meisterschaften | 1.   | 1.   | 2.   |

## Radrennsport
Neben seiner Laufbahn als Eiskunstläufer war Zachariades vor der Jahrhundertwende auch ein erfolgreicher Radfahrer. Sowohl auf Hoch- als auch Niederrad feierte er Erfolge auf der Bahn, wie auf der Straße.